# Cafayate
Cafayate est une petite ville de la province de Salta, en Argentine, et le chef-lieu du département de Cafayate. Elle est située au sud de la province, dans les vallées Calchaquíes, sur les rives du río Chuscha, à 1 683 m d'altitude. C'est une cité touristique connue pour ses vins. Sa population s'élève à 14 850 habitants en 2010.

## Histoire
La localité fut fondée en 1840 par un colonel de l'armée, qui  exécutait un vœu de sa mère d'offrir un sanctuaire en ce lieu à la Vierge du Rosaire. Progressivement l'importance de la ville augmenta, et on en vint à créer un département en 1863. La ville est aujourd'hui le siège d'un évêché catholique.

## Culture et tourisme
La région possède des vignobles, et les bodegas et leurs caves à vin sont ouvertes au public. On y cultive un raisin de type torrontés. La petite ville est de style colonial. 
La randonnée est pratiquée dans les gorges du torrent Rio Colorado jusqu'aux sept cascades.
La traversée de la Quebrada de las Conchas, impressionnant canyon emprunté par le río las Conchas est une succession de sites géologiques sur 50 km, dont la Gorge du Diable et l'Amphithéâtre.

### Vallées Calchaquíes
Aujourd'hui la cité est, avec Tafí del Valle, la plus importante au sein du circuit touristique classique des vallées Calchaquíes.
Les vues les plus impressionnantes dans la vallée du Río las Conchas (ou Quebrada de Cafayate) sont tout au long de la route RN 68, de 183 km, qui va de Salta à Cafayate. La RN 40 mène au nord de Cafayate à Cachi del Valle, autre destination des plus visitées dans la région, sise à quelque 165 km dans la vallée du río Calchaquí. Vers le sud, cette même route conduit à la ville de Santa María, déjà en province de Catamarca, sise sur les rives du río Santa María.
Toujours dans ces vallées, on peut également visiter aux alentours de Cafayate, les ranchos Molinos, Tolombón et San Isidro.

### Les vins
Dans la province de Salta, la production de vin la plus importante se situe en premier lieu autour de Cafayate dans la Quebrada de Cafayate, ensuite autour de Tafí del Valle.
Les vins produits dans ces régions bénéficient du faible degré d'humidité de l'air des vallées, qui reçoivent en moyenne moins de 250 millimètres de précipitations par an.
Le type de vin le plus caractéristique du terroir est à base de raisin blanc torrontés.

### Cathédrale de Cafayate
- Voir l'article Cathédrale de Cafayate

## Galerie

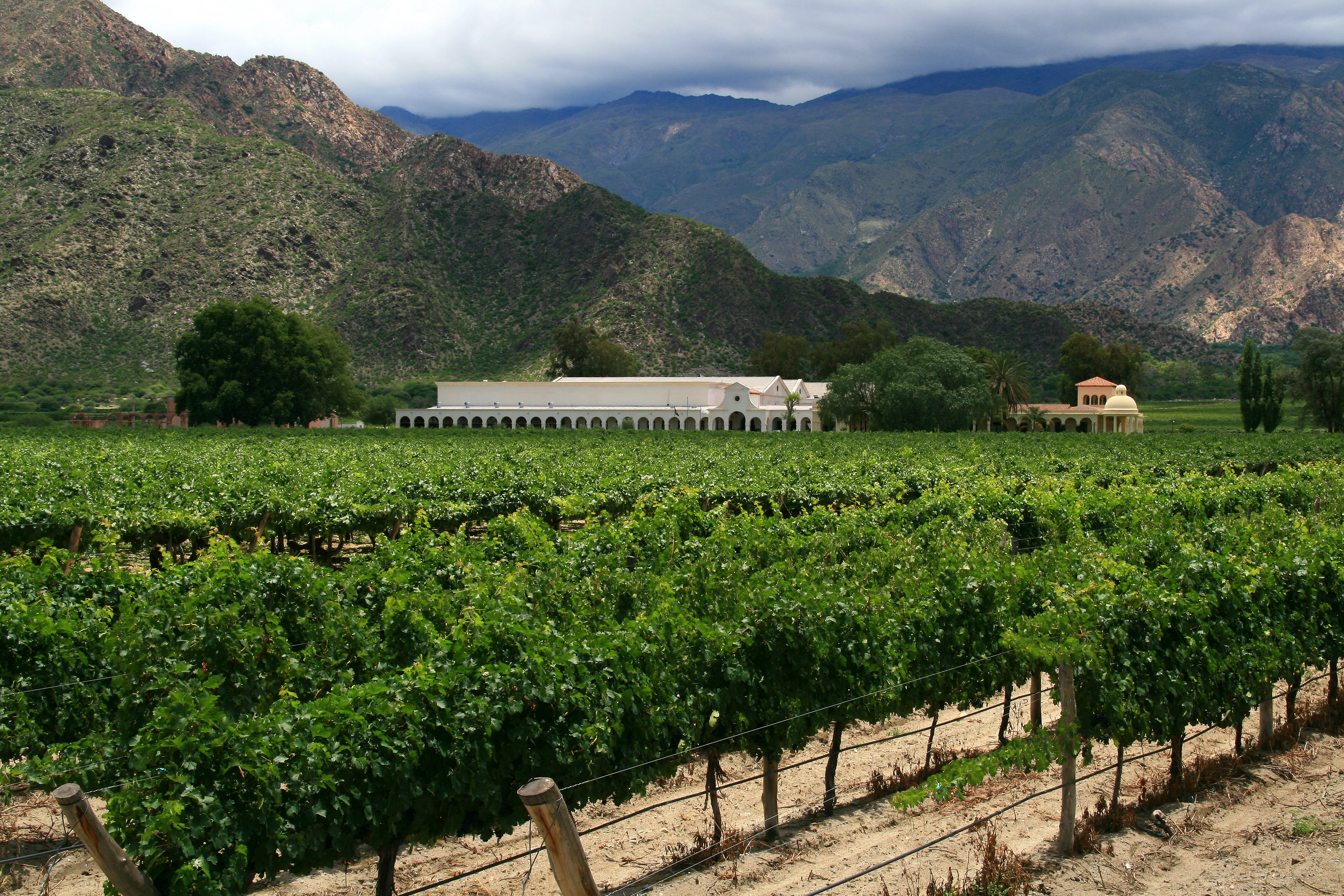
Vignoble à Cafayate
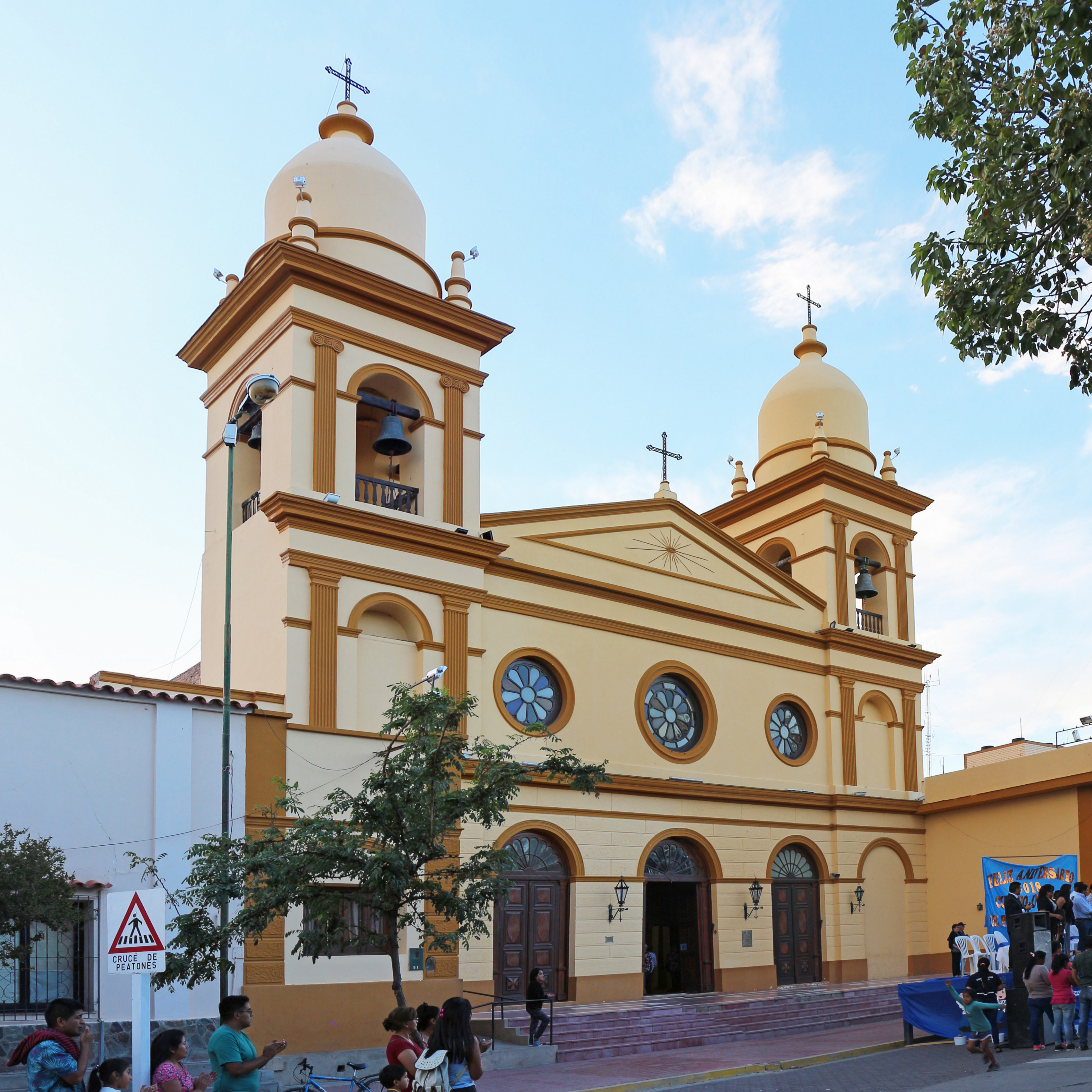
Cathédrale Notre-Dame-du-Rosaire
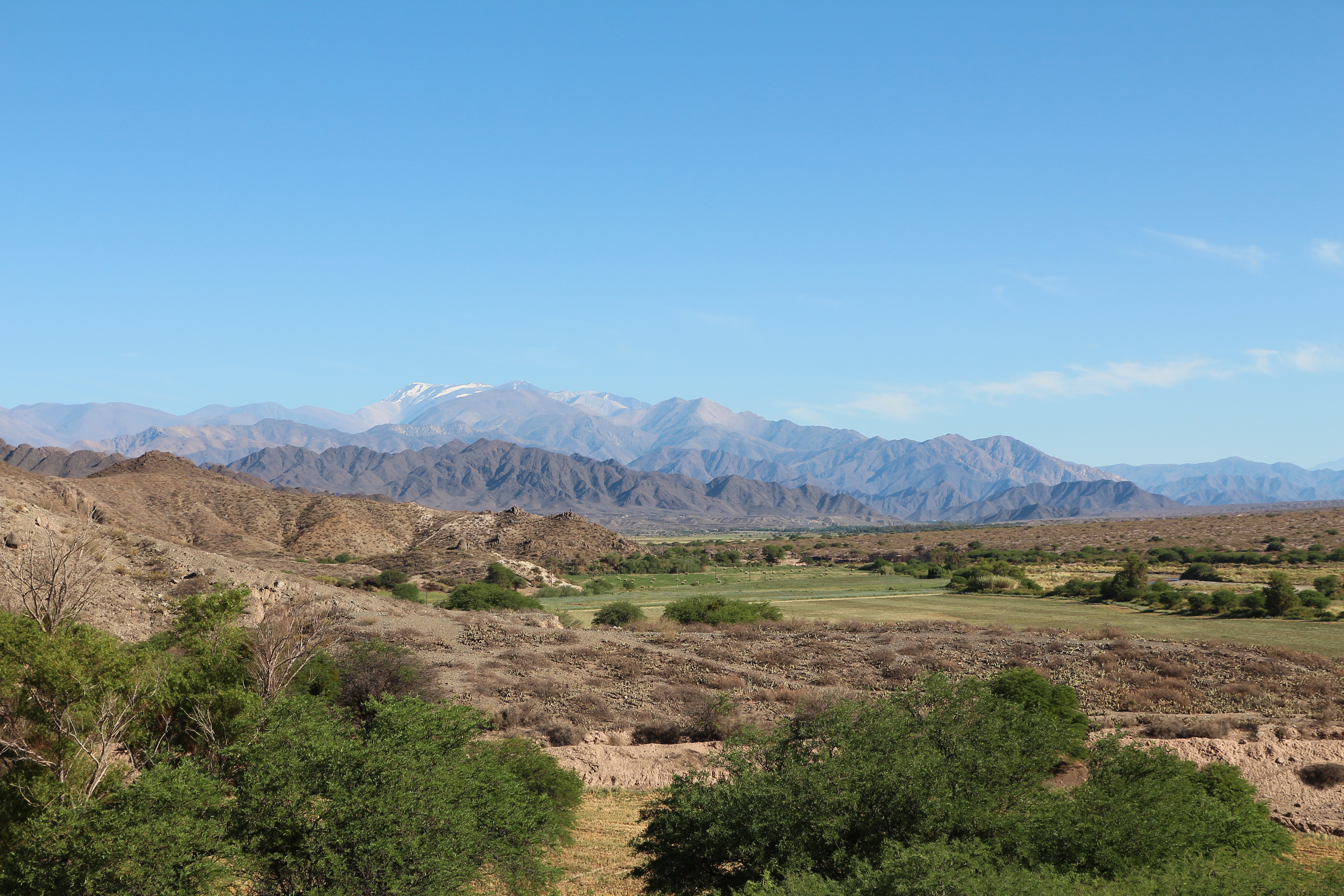
Vallées Calchaquíes
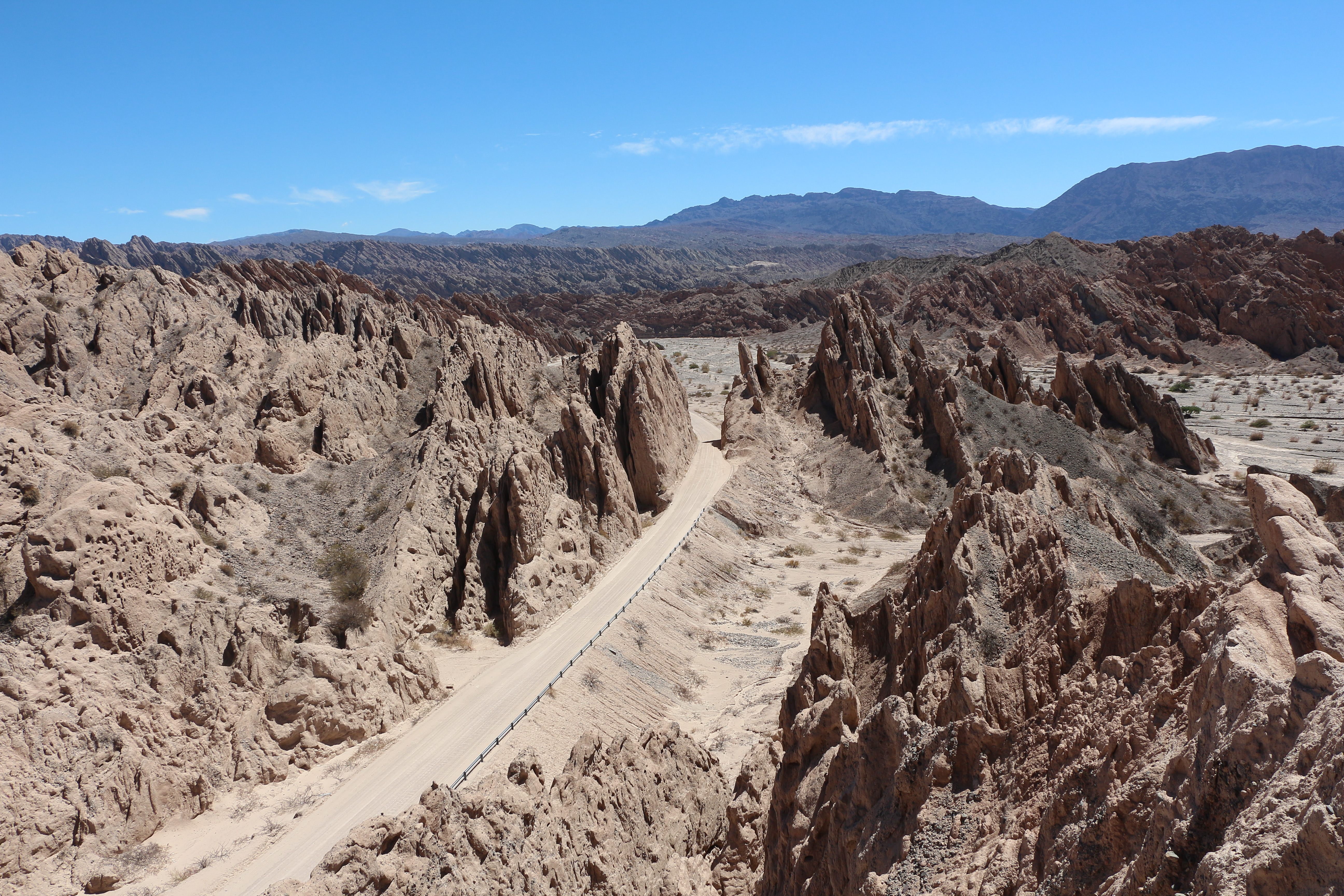
Quebrada de las Flechas